# Privát adatosztály minta
A privát adatosztály minta egy szerkezeti programtervezési minta. Célja, hogy a privát adatokat úgy elrejtse, hogy azokról senki más ne tudjon. Nevezik pimpl mintának vagy opaque (átlátszatlan) pointernek is.
A privát adatokat egyetlen adat objektumba csomagolja, ezzel csökkenti az attributumok számát. Az osztály készítője dönthet arról, hogy még az osztály metódusai se tudják írni azokat az adattagokat, amelyek konstansok, de ez nincs deklarálva, például azért, hogy a konstruktor többször is beállíthassa. Ez a minta egyik motivációja.
Egy másik motivációja az, hogy egy osztály (A) tudhat egy másik osztály (B) privát adattagjairól. Ez a tudása fölösleges, hiszen amúgy sem tudja közvetlenül elérni őket, viszont ezek változásakor nemcsak a B osztályt, hanem az A osztályt is újra kell fordítani. A minta alkalmazásával ez a tudás és függés a privát adattagoktól nem létezik, a privát adattagok változásával a program binárisan kompatibilis marad az előző verzióval.
Résztvevők: a burkoló osztály és az adatosztály. Az adatosztály nem érhető el közvetlenül kívülről, hanem csak a burkoló osztály publikus függvényeivel. A burkoló osztály adatlekérői és beállítói delegálják a kérést az adat osztálynak. Maga a burkoló osztály az adat osztály getter és szetter függvényein keresztül érheti el a privát adattagjait. Egyes változatokban az adatosztály függvényeket is tartalmaz, amiket a burkoló osztály meghívhat, de mások nem.
A minta használatának következményei:
- Új konstans típus: konstruktor után konstans.
- Erősebb ellenőrzés az osztály privát adattagjaihoz való hozzáférést tekintve.
- Adatok és metódusok elkülönítése.
- Adat inicializáció egységbe zárása.

## Példa
A következő C# példa a minta alkalmazására:
```
public
 
class
 
Circle

{

    
private
 
double
 
radius
;

    
private
 
Color
 
color
;

    
private
 
Point
 
origin
;

    
public
 
Circle
(
double
 
radius
,
 
Color
 
color
,
 
Point
 
origin
)

    
{

        
this
.
radius
 
=
 
radius
;

        
this
.
color
 
=
 
color
;

        
this
.
origin
 
=
 
origin
;

    
}

    
public
 
double
 
Circumference

    
{

        
get
 
{
 
return
 
2
 
*
 
Math
.
PI
 
*
 
this
.
radius
;
 
}

    
}

    
public
 
double
 
Diameter

    
{

        
get
 
{
 
return
 
2
 
*
 
this
.
radius
;
 
}

    
}

    
public
 
void
 
Draw
(
Graphics
 
graphics
)

    
{

        
//...

    
}

}

```

A példában szereplő radius, color, és origin nem változhatnak a Circle() konstruktor hívása után. Láthatóságukat a private módosító korlátozza, de a Circle osztály metódusai még mindig hozzáférhetnek.
Az attribnutumok fölösleges láthatósága fölösleges kapcsolatot hoz létre metódusok között. A minta lehetővé teszi a láthatóság további csökkentését és a kapcsolatok gyengítését:
```
public
 
class
 
CircleData

{

    
private
 
double
 
radius
;

    
private
 
Color
 
color
;

    
private
 
Point
 
origin
;

    
public
 
CircleData
(
double
 
radius
,
 
Color
 
color
,
 
Point
 
origin
)

    
{

        
this
.
radius
 
=
 
radius
;

        
this
.
color
 
=
 
color
;

        
this
.
origin
 
=
 
origin
;

    
}

    
public
 
double
 
Radius

    
{

        
get
 
{
 
return
 
this
.
radius
;
 
}

    
}

    
public
 
Color
 
Color

    
{

        
get
 
{
 
return
 
this
.
color
;
 
}

    
}

    
public
 
Point
 
Origin

    
{

        
get
 
{
 
return
 
this
.
origin
;
 
}

    
}

}

public
 
class
 
Circle

{

    
private
 
CircleData
 
circleData
;

    
public
 
Circle
(
double
 
radius
,
 
Color
 
color
,
 
Point
 
origin
)

    
{

        
this
.
circleData
 
=
 
new
 
CircleData
(
radius
,
 
color
,
 
origin
);

    
}

    
public
 
double
 
Circumference

    
{

        
get
 
{
 
return
 
2
 
*
 
this
.
circleData
.
Radius
 
*
 
Math
.
PI
;
 
}

    
}

    
public
 
double
 
Diameter

    
{

        
get
 
{
 
return
 
this
.
circleData
.
Radius
 
*
 
2
;
 
}

    
}

    
public
 
void
 
Draw
(
Graphics
 
graphics
)

    
{

        
//...

    
}

}

```

Most a Circle osztály CircleData típusú adattagja foglalja magában azokat az adattagokat, amiket korábban a Circle metódusai kezeltek. A mostani elrendezésben csak a konstruktor tudja őket beállítani, a metódusok nem.

## Ismert példák
A Qt keretrendszer használja a mintát megosztott könyvtáraiban.  A beágyazó osztálynak van d-pointere az adatosztályra.

## Fordítás
Ez a szócikk részben vagy egészben  a   Private class data pattern című angol Wikipédia-szócikk fordításán alapul.  Az eredeti cikk szerkesztőit annak laptörténete sorolja fel. Ez a jelzés csupán a megfogalmazás eredetét és a szerzői jogokat jelzi, nem szolgál a cikkben szereplő információk forrásmegjelöléseként.